# Rakovnik pri Birčni vasi
Rakovnik pri Birčni vasi – wieś w Słowenii, w gminie miejskiej Novo mesto. W 2018 roku liczyła 30 mieszkańców. 